# Toren van Wely
De Toren van Wely was een kasteel in de Nederlandse buurtschap Wely, provincie Gelderland. Het kasteel stond aan de oostzijde van Wely.

## Geschiedenis
Het is niet bekend wanneer de Toren van Wely is gebouwd. De adellijke familie Van Wely had in de 14e eeuw goederen in deze streek en zullen waarschijnlijk de stichters van het kasteel zijn geweest. De landgoederen kwamen voor in de leenboeken van Gelre, maar het kasteel zelf niet en was dus kennelijk geen leengoed. In 1381 werd Johan van Wely beleend met enkele stukken land nabij Hien, en uit latere documenten valt een verband te leggen tussen een van deze stukken land en het kasteel. Op basis van opgravingen en vondstmateriaal is het in ieder geval aannemelijk dat het kasteel in de 14e of 15e eeuw is gebouwd.
De familie Van Wely was tot 1481 beleend met de landgoederen. Hierna vererfden ze naar de familie Van Beynhem.
De oudste schriftelijke vermelding van de Toren dateert uit 1563. In dat jaar zetten Hendrick van Wijtenhorst en Ulandt Massereert een stuk land in als onderpand voor een lening, en volgens het document hoorde die grond bij de Toren.
In 1650 kwam de Toren voor in het verpondingsregister. Eigenaar Johan Copier van Cuijlenborg – zoon van Anna van Beynhem – verpachtte het kasteel toen aan Willem Janse Nab. Op dat moment bestond het complex uit een vervallen toren met boomgaarden, weilanden en akkers. In 1677 kwamen de leengoederen door vererving in handen van Coenraad Willem van Dedem, kleinzoon van Anna van Beynhem. Hij verkocht alles in 1701 aan Bart van Hattem en Gerritje Hendricx Ponsen. De familie Van Hattem was vermoedelijk al enige tijd pachter.
Het is overigens niet duidelijk of het bezit van de leengoederen ook betekende dat men dan altijd in bezit was van de Toren; de leenakten noemden alleen de gronden en vermeldden niets over de Toren.
Aan de westzijde van de kasteellocatie is in 1740 een boerderij gebouwd. Wat de relatie was met het gesloopte kasteel, is niet duidelijk. In 2003 is de boerderij – genaamd de Toren -  afgebroken.

### Opgravingen
Bij opgravingen in 1984 en 1985 is de Toren zelf niet teruggevonden, maar wel werden 15e-eeuwse bakstenen gevonden. De aangetroffen funderingen waren afkomstig uit de 17e/18e eeuw en bleken te zijn samengesteld uit ouder materiaal: dit kan er op duiden dat de middeleeuwse Toren eind 17e eeuw is afgebroken, waarna het puin is hergebruikt voor een nieuw bouwwerk. Afgezien van het bouwpuin werden ook diverse voorwerpen aangetroffen, waaronder middeleeuwse potscherven, een 14e-eeuws ijzeren ruiterspoor, en gebruiksvoorwerpen uit de periode 1450-1700. Later is in de boerderij nog een vijzel uit 1300 aangetroffen. 

## Beschrijving
De enige afbeelding van de Toren van Wely betreft een landkaart van Isaac van Geelkercken uit 1631. Hierop staat een vierkante woontoren met drie woonlagen en een ingang op maaiveldniveau. De toren wordt afgedekt door de restanten van een tentdak of topgevels. Rondom het bouwwerk ligt een boomgaard.
Aalst · Aardenburg · Acquoy · Aerdt · Agistaldaburg · Ahof · Aldenhaag · Aller · Ambe · Ammersoyen · Ampsen · Andelst · Angeroyen · Appelburg · Appelse walburg · Appeltern · Arler · Baak · Babberich · Baer · Baerle · Bakerbosch · Balgoij · Barlham · Batenburg · Beek · Beerenclaauw · Bemmel · Bevervoorde · Bergh · Biljoen · Bingerden · Blankenborg (Laren) · Blankenborg · Blauwe Huis · Blokhuis (Ravenswaaij) · Boelenham · Boetselaersborg · Borculo · Boswaai · Brakel · Den Brakel · Den Bramel · Bredevoort · Broekhuizen · Bronkhorst · Bruchem · Bruinhorst · Brunsberg · Bulkestein · Bunswaard · Burcht van Tiel · Buren · De Buurse · Byland · Byvanck · Caetshage · Camphuysen · De Cannenburch · de Cloese · Coldenhove · Culemborg · Dedinckweerd · Delwijnen · Didam · Diepenbroek · Hof te Dieren · Huis Dijck · Dikke Tinne · Doddendaal · Dodewaard · Doornenburg · Doornik · Doorwerth · Dooyenburg · Dorth · Doseburg · Drakenburg · Dreumel · Druten · Duivelshuis · Eerbeek · De Ehze · Elburg · Eldrik · Emmerik · Engelenburg · Groot Engelenburg · Engelrode · Enghuizen · Enspijk · De Essenburgh · Essenpas · Est · Fokkinck · Gameren · Geerestein · Geldermalsen · De Gelderse Toren · Geldersweerd · Gellicum · Gendt · Gennepestein · Glindhorst · Goudenstein · ‘s-Grevenhoef · Groot Hell · Groenlo · Groesbeek · Huis te Groesbeek · Grunsfoort · Gulden Spijker · Hackfort · Hackforts Veenhuis · Hagen · Hagevoort · Hamerden · Hanepol · Harreveld · Harslo · Hassink · Het Haveke · Hedel · Heeckeren · De Heegh · Hees · De Heest · Hellouw · Hemmen · Hernen · Motte van Hernen · Heumen · Heusden · Hoekelum · Hoekenburg · De Hoeve · De Hof · Hof d'Ooy · Hof van Arkel · Huis het Holt · Holthuis · Het Holtslag · Ter Horst · Houberg · St. Hubertus · Huissen · Hulhuizen · Hulkestein · Hulsen · Hunneschans bij De Duno · Hunneschans bij Uddel · Jonker Bloo · 't Joppe · De Kamp · Karssenberg · Kemnade · Keppel · Kermestein · Kernhem · Kervel · Kiefskamp · De Kinkelenburg · Klein Enghuizen · Kleverburg · Kortenhoeve · Laag Helbergen · Lakenburg · Landfort · Langen · Latenstein · De Lathmer · Lathum · Ter Lede · Leegpoel · Leemcuyl · Leeuwen · Leeuwenbergh · Lensenburg · Lent · Leur · Leuvenum · Leyenburg · Lichtenvoorde · Lievenstein · Loenen · Loevestein · Loil · Loowaard · Luynhorst · Hof te Maasbommel · Magerhorst · Malburgen · Malderburcht · Malsen · Manhorst · Marhulsen · De Marsch · Marveld · Mathena · Maurik · Medel · Medestein · 't Medler · Meinerswijk · De Mellard · Mensink · Mergelp · Meteren · 't Meyerink · Middachten · Millingen · Mussenberg · Nagelhorst · Nederhagen · Nederhemert · Neerijnen · Huis Neerijnen · De Nesch · Nettelhorst · Nieuwe Blokhuis ·  Nijburg · Nijenbeek · Old Putten · Notenstein · Nye Huis · Olde Spijker · Oldenaller · Oldenhof (Driel) · Oldenhof (Heteren) · De Ooij · Oolde · Oud Oolde · Oosterhout · Ophemert · Opijnen · Oud Ampsen · Oude Blokhuis · Het Oude Loo · Oude Voorst · Oudenborch · Oud-Wisch · Huis te Overasselt · Overeng · Overhagen · Overlaar · 't Oye · Palmestein · De Parck · Persingen · Plekenpol · Ploen · Pluimenburg · Poederoijen · Poelwijck · Poelwijk · De Pol (Dreumel) · Huis de Poll (Huis te Gietelo) · De Poll (Huissen) · Pollenbering · Pollenstein · Puttenstein · Het Raasink · Ravenhorst · De Rees · Ressen · Reuversweerd · Reygersfoort · Rhijnestein · Huis Rijswijk · Rode Toren · Roode Wald · Rosande · Rosendael · Rossum · Rumpt · Ruurlo · Rijsselt · Schadewijk · Schaffelaar · Scherpenzeel · Schoonbroek · Schoonderbeek · Schoonenburg · Schuilenburg · Schuilkerke · Hof te Seelbeek · Sevenaer I · Sevenaer II · Sinderen (Oude IJsselstreek) · Sinderen (Voorst) · Slangenburg · Sleeburg · Slimsijp · De Snor · Soelen · Spaansweerd · Spaldorp · Spijk · Staverden · Sterkenburg · Swanepol · Tarthorst · Teisterbant (Kerk-Avezaath) · Teisterbant (Kerkdriel) · Ter Dicke · Tolhuis · Tolhuis (Tiel) · Tollenburg · Tongerlo · Toren van Wely · Tuil · Ubbergen · Uilenburg (Ewijk) · Uilenburg (Heteren) · Ulenpas · Ulft · Upladen · Valburg · Valkhofburcht · Valkhofpalts · Vanenburg · Varik · Hof te Varsseveld · 't Velde · Velhorst · Verwolde · Vierakker · De Voorst · Voorstonden · Vorden · Vosbergen · Vredenburg · Vredestein (Driel) · Vredestein (Ravenswaaij) · Vuren · Waardenburg · Waddestein · Wadenoijen · Waede · Wageningen · Walfort · 't Waliën · De Wardt · Watergoor · Watermeerwijk · Wayenstein (Huis te Herwijnen) · Well (Huis van Malsen) · Weijenrade · Westenburg · Westerholt · Weurt · De Wiersse · Wijenburg (Echteld) · De Wildenborch · De Wildt · Wilp · Wilperhorst · Winssen · Wisch · Wychen · Wolfswaard · Woolbeek · Yrst · IJzendoorn · Zeeland · Zilveren Spijker · Zuilichem · Zwaluwenburg · Zwanenburg (Heerde) · Zwanenburg (Megchelen)